# راب بومن (بازیکن فوتبال)
راب بومن (انگلیسی: Rob Bowman؛ زادهٔ ۲۱ نوامبر ۱۹۷۵) بازیکن فوتبال اهل بریتانیا است.
از باشگاه‌هایی که در آن بازی کرده‌است می‌توان به باشگاه فوتبال بوهمیان، باشگاه فوتبال لیدز یونایتد، باشگاه فوتبال روترهام یونایتد، و باشگاه فوتبال کارلایل یونایتد اشاره کرد.
وی همچنین در تیم ملی فوتبال زیر ۱۸ سال انگلستان بازی کرده‌است.